# Хемоптизија
Хемоптизија, искашљавање крви, крвави испљувак (од латинске речи hemoptysis — крварење и грчке речи ptusis — пљување) је искашљавање малих количина крви у виду црвених кончића или грудвица. Хемоптизија се може појавити у слузавом или гнојавом испљувку. Постоји много узрока и поремећаја који могу да изазову хемоптизију, почев од срчаних обољења преко повреда до инфекција плућа и малигних болести. Искашљавање великих количина крви се назива хемоптоја.

## Епидемиологија
Широм света, туберкулоза је најчешћи узрок хемоптизије. У индустријализованим земљама света, најчешћи узроци хемоптизије су бронхитис, бронхиектазије упале плућа и  карцином бронха.
У ок 7% болесника са хемоптизијом иницијално се дијагностикује бронхогени карцином. Око 20% болесника са бронхогеним карциномом показује знаке хемоптизије. Крварење код карцинома су последица некрозе (изумирања) туморског ткива која доводи до руптура малих крвних судова бронха, или због инвазије тумора у један од крвних судова плућа. Тада је крварење масивније и јавља се у облику хемоптоје.

#### Фактори ризика
Фактори ризика за појаву хемоптизије могу бити;
- Пол, (мушкарци су склонији)
- Старост, (особе преко 40 година старости су у већем ризику)
- Злоупотреба дувана, (пушење)
- Хемоптизија која је трајала дуже од недељу дана
- Кашаљ велике јачине, са великом количином искашљане крви (више од око 30 мл по епизоди)
- Малигни тумори плућа или других органа, са пратећим метастазама у плућима.
- Боравак у ендемским подручјима у којима владају заразна болести (паразити, вируси, гљивица, бактерије)
- Повреде грудног коша.
- Професионалне болести (рудари, рониоци, кесонски радници, чистачи итд.)

## Етиологија
Хемоптизија настаје као последица прелеска црвених крвних зрнаца (еритроцита) кроз зид алвеоло-капиларне мембране у алвеолу, одакле се помешани са испљувком искашљавају из дисајних путева. Најчешћи узрок хемоптизије су разна стања и болести изазване пре свега повећаном пропустљивошћу алвеоло-капиларне мембране, механичким оштећењем (пуцањем) крвних судова и некрозом (изумирањем) околног ткива која захвата и крвне судове.
Оштећења крвних судова у дисајним путевима могу бити на било ком нивоу; нос, ждрело, трахеја, бронхијално стабло, плућни паренхим. Искашљавање само крви, најчешће потиче из горњих дисајних путева и бронхијалног стабла.
| Локализација            | Могући узроци |
| Плућа                   | Бактеријске инфекције плућа (упала плућа, апсцес плућа, туберкулоза) • Остале инфекције (амебијаза, гљивичне инфекције) • Хемијске повреде-удисање агресивних респираторних отрова (бојни отрови и други као испарљиви отрови у облику гаса, паре и аеросола) • Механичке повреде плућа (баротраума) • Емболија плућа (септичка) • Аденом бронха * |
| Бронхијалног стабло     | Акутни и хронични бронхитис Повреде крвних судова у току јачег напрезања за време кашља • Бронхиектазије • Тумори бронха • Оштећења бронха страним телом • Корозивним средствима изазвана оштећења (тровања) • Анеуризма грудне аорте. |
| Срце и крвни судови,    | Инфаркт срца • Митрална стеноза • Хронична инсуфицијенција срца • Артерио-венска фистула • Урођене аномалије плућне артерије • Артеријска хипертензија. Емболија плућа • „Eisenmenger“ синдром • |
| Крв и крвотворни органи | Тромбоцитопенијска пурпура • Хемофилија • Леукемија |
| Остало                  | Уремија • Идиопатска плућна хемосидероза • Акутни висински едем плућа • Декомпресиона болест • Ендометриоза • Хормонски поремећаји • Напоран физички рад • Излагање прекомерној топлоти и хладноћи. Употреба лекова (ацетилсалицилне киселине и лекови сличног дејства)• „Goodpasture“ синдром,                                                               |

## Клиничка слика
У продромалном (почетном) периоду хемоптизија се манифестује обично у виду голицање у грлу или надражаја на кашаљ, који касније прелази карактеристични облик клиничке слике, искашљавање крви-хемоптизију, у испљувку или искашљаном ваздуху. Ако се ради о хемоптоји искашљавање је праћено великим количинама крви, (>200 мл/ на час) а код тежих или дуготрајних крварења и знацима искрвављености. Светла, понекад пенушаво крв указује на свеже крвављење, док је крв која је неко време била у плућима тамна и делимично коагулисана. Розикаст пенушав испљувак, праћен гушењем, указује на едем плућа.
Поред искашљавања крви независно од тога шта је узрок крвавог испљувка, у клиничкој слици болесника могу се јавити и следећи симптоми;
- Бол у грудима
- Диспнеја (недостатак ваздуха, и у мировања)
- Грозница
- Мучнина
- Тахипнеја (убрзано дисање)
- Повраћање

#### Нивои хемоптизије
На основу количине искашљане крви постоје три степена хемоптизије:
- Први степен; (блажи облик хемоптизије), ако је количина искашљане крви до 100 мл/24 часа.
- Други степен; (умерени облик хемоптизије), ако је количина искашљане крви од 100 до 500 мл/24 часа.
- Трећи степен; (тежак облик хемоптизије), ако је количина искашљане крви већа од 500 мл/24 часа.
- Хемоптоја; је посебан, најтежи, облик искашљавања крви који се назива и "ексангуинантна хемоптизија", коју карактерише крварење у количини већој од 150 мл/час.

## Дијагноза
Свако искашљавање крви захтева детаљно испитивање болесника. Дијагноза основног обољења се поставља на основу:
- Анамнезе.
- Објективног прегледа.
- Лабораторијске анализе, испљувка и крви (тромбоцита, фактора коагулација, крвне слике, крвне групе АБО + РХ фактора итд)
- Бактериолошке анализе испљувка, на бацил туберкулозе и друге инфективне болести.
- Радиографија грудног коша;
- Бронхоскопија;
- ЦТ грудног коша (компјутеризована томографија).
- Спирометрија (исипитивања плућне функције).
- Сцинтиграфија плућа.
- Осталих тестова, у зависности од сумње на могући узрок хемоптизије и након добијених резултата почетног испитивања.

## Диференцијална дијагноза
Пацијенти често нису сигурни да ли је крв из респираторног или дигестивног тракта. Зато у постоји велика разлика, у диференцијалној дијагнози (али и у коначаном исходу опоравака) и лечења, између хемоптизије и хематемезе (повраћања крви).

## Терапија

#### Етиолошка терапија
Ова врста терапије, која се заснива на лечењу узрока хемоптизије, примењује се обавезно у свим случајевима хемоптизије, и када се хемоптизија испољава у благом или умерено тешком облику уз стални надзор болесника.

#### Лечење масивне хемоптизије (хемоптоје)
Како се код овог облика (хемоптоје) ради о обилном крварењу (најчешће преко 200 мл крви) она има основни циљ да што пре заустави крварење и да одржава виталне функције (посебно дисања) све до престанка даљег искашљавања крви и обухвата следеће мере;
- Примену кисеоника, чији проток треба подесити тако да се у крви одржава артеријска сатурација кисеоником већа од 90%
- Примена инфузија макромолекуларних раствора и пуне крви (види трансфузија крви) у случају масивних искрвављења и претећег хиповолемијског шока.
- Интубација трахеје и механичка вентилација ако је болесник у коми
- Инфузија вазоконстрикторних лекова, најчешће зауставља крварења. У случају неуспеха, приступа се интервентној емболизацији (спаљивању) артерија одговорних за појаву крварења.
- Оперативни захват, примењује се као последње средство, у случају неуспеха осталих начина терапије. Болесници са масивним крварењем из дисајних путева (хемоптојом) представљају један од најтежих проблема у грудној хирургији.